# 国民情緒法
国民情緒法（こくみんじょうちょほう）、または国民感情法（こくみんかんじょうほう）とは、国民世論次第で司法判断が決まるなど罪刑法定主義・法治主義・法の支配が崩れがちな大韓民国の政治・社会体質を皮肉った言葉である。
国民情緒に合うという条件さえ満たせば、行政・立法・司法は実定法に拘束されない判断・判決を出せるという意味である。韓国国内でも用いられる。

## 概要
皮肉を込めて「 -法」という名が付くが、大韓民国における法律の類ではなく、不文律であり、法律や条例、条約、大韓民国憲法さえも超越する法の軽視の風潮を揶揄した言葉である。一部の市民団体（圧力団体）や学者の私見によって具体化され、大衆世論によって成否が判断され、これを韓国メディアが後押しすることで、国民情緒法は（比喩的に言って）「制定」される。
法の支配や時効や法の不遡及といった近代法の原則すら時に無視され、国民情緒という揺らぎやすい世論に迎合して、いかなる裁定をも下すことができるとされる。この風潮の最たる例が「親日反民族行為者財産の国家帰属に関する特別法」で、この法律は「日本統治時代の朝鮮で財産を得た当時は合法だったとしても、親日行為を通じて得た財産を子孫からでも没収できる」という法律であり、この時には「法令の効力は過去の行為に遡及して適用されない」という、法の一般原則をも否定した。
国民情緒への偏重は下級の地方法院、高等法院の判決で多く見られ、大法院（最高裁）ではこれらの判決が覆ることもあった。中央日報によると「数十年前の偽装転入、半世紀を超えた父親の親日などの問題で、国民情緒に背いた（ある）公職者は現職から退く『恥辱刑』を受けた」。被告は「通貨危機の直後、国民の憂憤に押されて『政策も司法的審査の対象』と」されたが、結局は「最高裁で無罪が宣告された」と言う。無罪確定まで6年を要しており、当事者は長く不当な苦難を甘受しなければならなかった。
罪刑専断主義との違いは、権力者の恣意性が必ずしも働かないという所で、逆に言えばポピュリズムに支配され、国家の法的安定性やコントロールができなくなる恐れがある点である。

## 具体例
具体的には、2005年に当時の盧武鉉大統領が、日韓基本条約の日韓請求権協定に（慰安婦・被爆者・サハリン残留韓国人は含まれないが）徴用工は含まれるとの見解を示したにもかかわらず、8年後の2013年に戦時朝鮮人徴用工への賠償再燃問題でソウル高裁が徴用工は請求権協定の範囲に含まれないという逆の判断をして新日鐵住金（現・日本製鉄）に賠償を命じた件 がその代表例である。そもそもその前提になる朴正煕大統領の（1965年の）政治判断を、憲法裁判所は2011年8月に覆しており、国民情緒を慮って、韓国政府が慰安婦の賠償請求権に関して解決に向けて努力しないのは違憲だと判断していた。
日本経済新聞は東北アジア歴史財団の都時煥研究員のコメントを掲載し、韓国の行政・司法は世論の動きに流されやすく「憲法の上に『国民情緒法』がある」とし、「一連の判決は、国家優先から人権重視へ移行する国際社会の潮流を、韓国の裁判員が感じ取った結果」であると分析した。

他の例では、靖国神社の門に放火した中国籍の男が、韓国で政治犯に認定されて日本側への身柄引き渡しを拒否する判決が出た件（靖国神社・日本大使館放火事件）、対馬の観音寺から盗まれ、韓国で発見された仏像について、忠清南道の浮石寺が日本に返還しないよう求めた問題（対馬仏像盗難事件）で、盗品の返還を拒む司法判断をした件、ソウル特別市の在大韓民国日本国大使館前に、韓国挺身隊問題対策協議会が建てた「慰安婦像」が放置されているのも、韓国国内法の違法状態でウィーン条約にも抵触するものであり、国民情緒を法律の厳格な施行よりも優先したものであるという。

また反日とは関係の無い問題でも、国民情緒が司法に影響する場合がある。セウォル号沈没事故の裁判で、韓国の現役判事が業務上過失致死傷が妥当というところをセウォル号元船長以下4名が異例の殺人罪で起訴された件は、検察が判例よりも本件で激怒したとされる朴槿恵大統領の意向と死刑を求める世論に動かされ、国民情緒に寄り添った結果であるとされる。ナッツ・リターン事件で大衆の不興を買った財閥令嬢の趙顕娥副社長に対する量刑でも、国民情緒が影響したとされる。2019年、就任前の法務部長官・曹国にまつわる不正が明らかになった後、ハンギョレは曹が置かれる状況を「国民感情法にはまって戻ってこられなかった」と危惧した。
日本のマスメディアでは2013年ごろから使用例が見られ、全国紙産経新聞と夕刊紙夕刊フジなどフジサンケイグループの各媒体、ニューズウィーク日本版で特集され、日本経済新聞も2017年には追随した。2018年には朝日新聞が徴用工裁判を受けて、国民情緒法によって国交正常化の前提が崩れ、日本政府や企業にとって受け入れられないと批判するなど、韓国世相の表現として用いられた多数の例がある。
2020年には与党共に民主党所属の国会議員朴範界が、慰安婦支援団体「韓国挺身隊問題対策協議会」から民主党比例議員として当選した尹美香が代表を務めていた2013年に、寄付金で「被害者のための憩いの場」と購入した京畿道安城市の物件が相場より高い価格であったこと、仲介したのが共に民主党公認候補であったこと、尹の父親が建物管理を担っていたことに韓国国内世論から批判が起きていることに対し、「一般国民の法感情といわゆる国民情緒法、ひいては普遍的な感情に合致するのかという基準で捉える必要がある」とラジオ番組で疑惑への説明責任と国民情緒について語っている。

2021年には東京電力福島第一原子力発電所事故で発生した放射能汚染水の海洋放出について、他国の外務大臣に相当する外交部長官鄭義溶が「国際原子力機関（IAEA）の基準に合う適合な手続きに従うならあえて反対しない」と答弁したことに対して、与野党から「国民情緒に合わない」と批判がなされた。